# Follebu
Follebu este o localitate din comuna Gausdal, provincia Oppland, Norvegia, cu o suprafață de 1,04 km² și o populație de 1.111 locuitori (2013).